# 阿拉伯咖啡

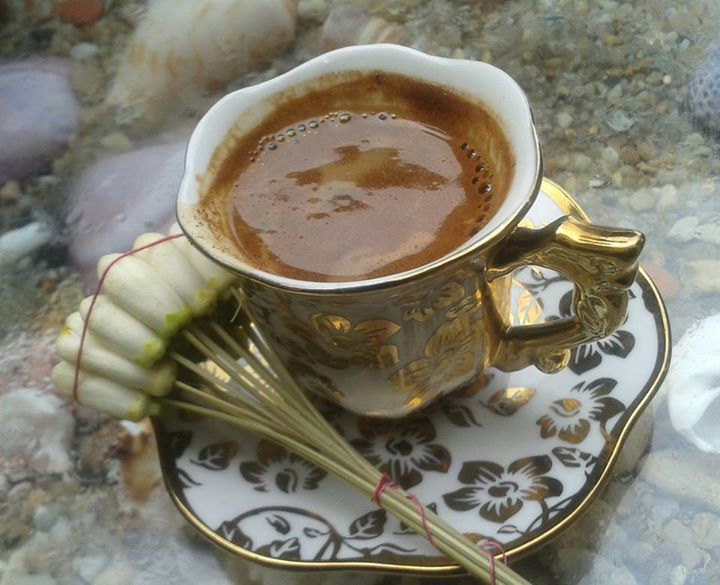
阿拉伯咖啡

阿拉伯咖啡是阿拉伯世界地區流行的咖啡，一般的阿拉伯咖啡是用小果咖啡沖泡的。一些阿拉伯人還會在阿拉伯咖啡中放入豆蔻。阿拉伯咖啡很苦，而且通常不放糖。
阿拉伯咖啡起源于中东的也门 ，之後傳播到麥加（汉志）、埃及、黎凡特等地區，16世纪中叶傳到土耳其，之後又傳到欧洲。阿拉伯咖啡是联合国教育、科学及文化组织認定的阿拉伯世界非物质文化遗产。